# D-arabinitolo 4-deidrogenasi
La D-arabinitolo 4-deidrogenasi è un enzima appartenente alla classe delle ossidoreduttasi, che catalizza la seguente reazione:
D-arabinitolo + NAD+ ⇄ D-xilulosio + NADH + H+